# Camillina oruro
Camillina oruro är en spindelart som beskrevs av Norman I. Platnick och Mohammad U. Shadab 1982. Camillina oruro ingår i släktet Camillina och familjen plattbuksspindlar. Inga underarter finns listade.